# Comuna Hlezne, Liubar
Hlezne (în ucraineană Глезненська сільська рада) este o comună în raionul Liubar, regiunea Jîtomîr, Ucraina, formată din satele Hlezne (reședința), Mala Derevîcika și Peretik.

## Demografie
Componența lingvistică a comunei Hlezne
     Ucraineană (98,88%)
     Alte limbi (1,13%)
Conform recensământului din 2001, majoritatea populației comunei Hlezne era vorbitoare de ucraineană (98,88%), existând în minoritate și vorbitori de alte limbi.